# Mário Amâncio Duarte
Mário Amâncio Duarte (1914 – San Paolo, 29 ottobre 1985) è stato un cestista e allenatore di pallacanestro brasiliano.

## Carriera

### Giocatore
Con il Brasile ha preso parte ai Campionati sudamericani del 1938.

### Allenatore
Ha guidato il São Carlos Clube dal 1954 al 1958.
Ha guidato il Brasile ai Campionati del mondo del 1953 e a due dei Giochi panamericani (Città del Messico 1955 e San Paolo 1963).